# أندريا روست
أندريا روست (بالمجرية: Rost Andrea)‏ هي مغنية أوبرا ومغنية مجرية، ولدت في 15 يونيو 1962 في بودابست في المجر.

## وصلات خارجية
- أندريا روست على موقع IMDb (الإنجليزية)
- أندريا روست على موقع ميوزك برينز (الإنجليزية)
- أندريا روست على موقع ديسكوغز (الإنجليزية)
- أندريا روست على موقع قاعدة بيانات الفيلم (الإنجليزية)